# Phelister subrotundus
Phelister subrotundus är en skalbaggsart som först beskrevs av Thomas Say 1825.  Phelister subrotundus ingår i släktet Phelister och familjen stumpbaggar. Inga underarter finns listade i Catalogue of Life.